# SORCE
SORCE(Solar Radiation and Climate Experiment)は、太陽からのX線、紫外線、可視光、近赤外線、合計放射量を最新の機器で測定することを目的としたアメリカ航空宇宙局の人工衛星である。SORCEによって測定されたデータは、特に長期の気候変動への対処、気象予測の強化、オゾン層とUV-B放射の観測等に用いられた。またこれらの測定結果は太陽及びその地球や人間への影響の研究に不可欠なものである。
SORCEでは、人工衛星に搭載された最新の放射計、分光計、フォトダイオード、ボロメータ等を用いて太陽からの放射の観測を行った。SORCEは、太陽のデータを蓄積しながら地球を周回した。スペクトル測定では、構成元素の種類や量を表す太陽の放射の色を測定することで、太陽の放射照度を同定できる。SORCEにより得られたデータは、太陽の放射をモデル化し、その地球の大気や気候への影響を説明、予測するために用いられた。
SORCEは2003年1月25日にペガサスXLで、高度645km、軌道傾斜角40°の軌道に打ち上げられた。コロラド大学ボルダー校の大気・宇宙物理学研究所によって運用されており、1979年から観測を開始されたERBセンサによる全太陽光の放射量の精密測定を引き継いでおりACRIMシリーズの計測装置と共に運用が続けられている。SORCEは、太陽の総放射量の95%を占める1nmから2000nmの範囲のスペクトルも測定した。SORCEには、Total Irradiance Monitor (TIM)、Solar Stellar Irradiance Comparison Experiment (SOLSTICE)、Spectral Irradiance Monitor (SIM)、XUV Photometer System (XPS)の4つの機器が搭載された。
SORCEは、2013年1月に運用10周年を迎え、依然として観測を継続している。

## Spectral Irradiance Monitor (SIM)
Spectral Irradiance Monitorは、長期間に渡り、可視光及び近赤外光で太陽の放射を測定する分光計である。波長範囲は主に300から2400nmで、追加チャンネルがSOLSTICEと重なる200nmから300nmの紫外線領域をカバーした。